# Крёлли
Крёлли́ (фр. Creully) — коммуна во Франции, находится в регионе Нижняя Нормандия. Департамент коммуны — Кальвадос. Входит в состав кантона Крёлли. Округ коммуны — Кан.
Код INSEE коммуны — 14200.

## Население
Население коммуны на 2010 год составляло 1651 человек.
| 1962 | 1968 | 1975 | 1982 | 1990 | 1999 | 2010 |
| ---- | ---- | ---- | ---- | ---- | ---- | ---- |
| 692  | 817  | 692  | 1003 | 1396 | 1426 | 1651 |

## Экономика
В 2010 году среди 1014 человек трудоспособного возраста (15—64 лет) 773 были экономически активными, 241 — неактивными (показатель активности — 76,2 %, в 1999 году было 74,0 %). Из 773 активных жителей работали 716 человек (374 мужчины и 342 женщины), безработных было 57 (33 мужчины и 24 женщины). Среди 241 неактивных 85 человек были учениками или студентами, 109 — пенсионерами, 47 были неактивными по другим причинам.